# Europs temporis
Europs temporis es una especie de coleóptero de la familia Monotomidae.

## Distribución geográfica
Habita en Rusia y Japón.